# Duggan-Cronin Gallery
Duggan-Cronin Gallery (Galerie Duggana-Cronina) je satelitem McGregorova muzea v Kimberley v Jižní Africe a uchovává ve svých sbírkách dědictví ve fotografiích a etnografických artefaktech fotografa a etnografa Alfreda Martina Duggan-Cronina. 

## Historie
Nachází se v bývalém obydlí známém jako The Lodge (Lóže). Budova byla postavena v roce 1889 podle návrhu architekta Sydney Stenta a byla rezidencí Johna Bladese Curreyho, manažera London & S. A. Exploration Co. Společnost De Beers Consolidated Mines Ltd získala rozsáhlý majetek London & S. A. Exploration Co. v roce 1899, včetně The Lodge, který byl nadále využíván jako rezidence. 

## Duggan-Cronin
Na konci třicátých let dal De Beers budovu k dispozici Alfredu Dugganu-Croninovi, aby založil to, co (v té době postupně) dostalo název „Bantu Gallery“. Exponáty byly uspořádány podle kmenů v různých místnostech domu. Ty byly v 80. letech přeuspořádány, aby začlenily silněji historické vyprávění, zatímco soustředěnější práce na sbírkách Duggana-Cronina vedla na počátku 21. století k mnohem podstatnější rekonfiguraci zobrazení. 

## Galerie
Fotografie Alfreda Duggana-Cronina:

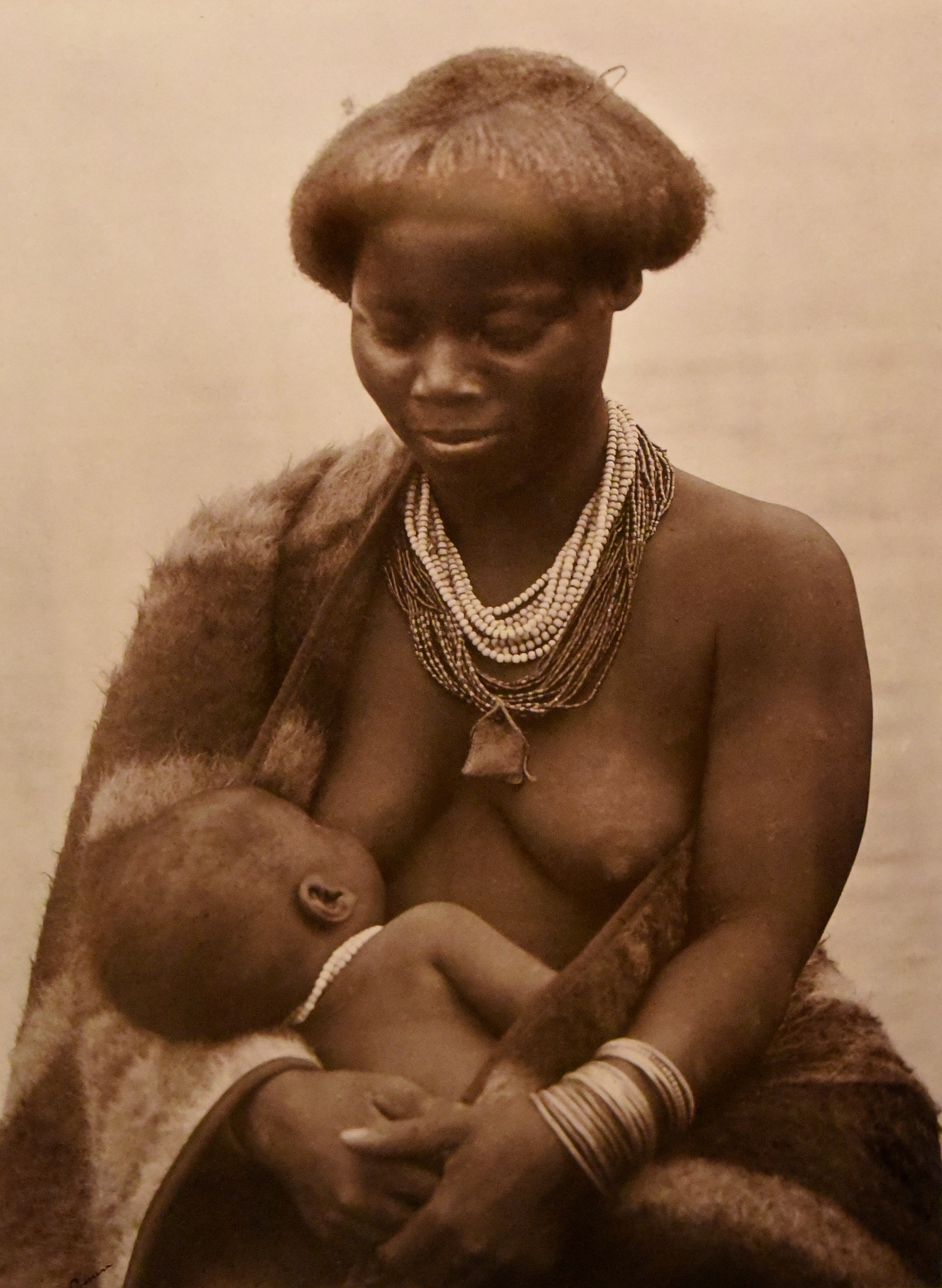
Kojící žena kmene Pedi, Jižní Afrika, začátek 20. století. The Wellcome Collection, Londýn
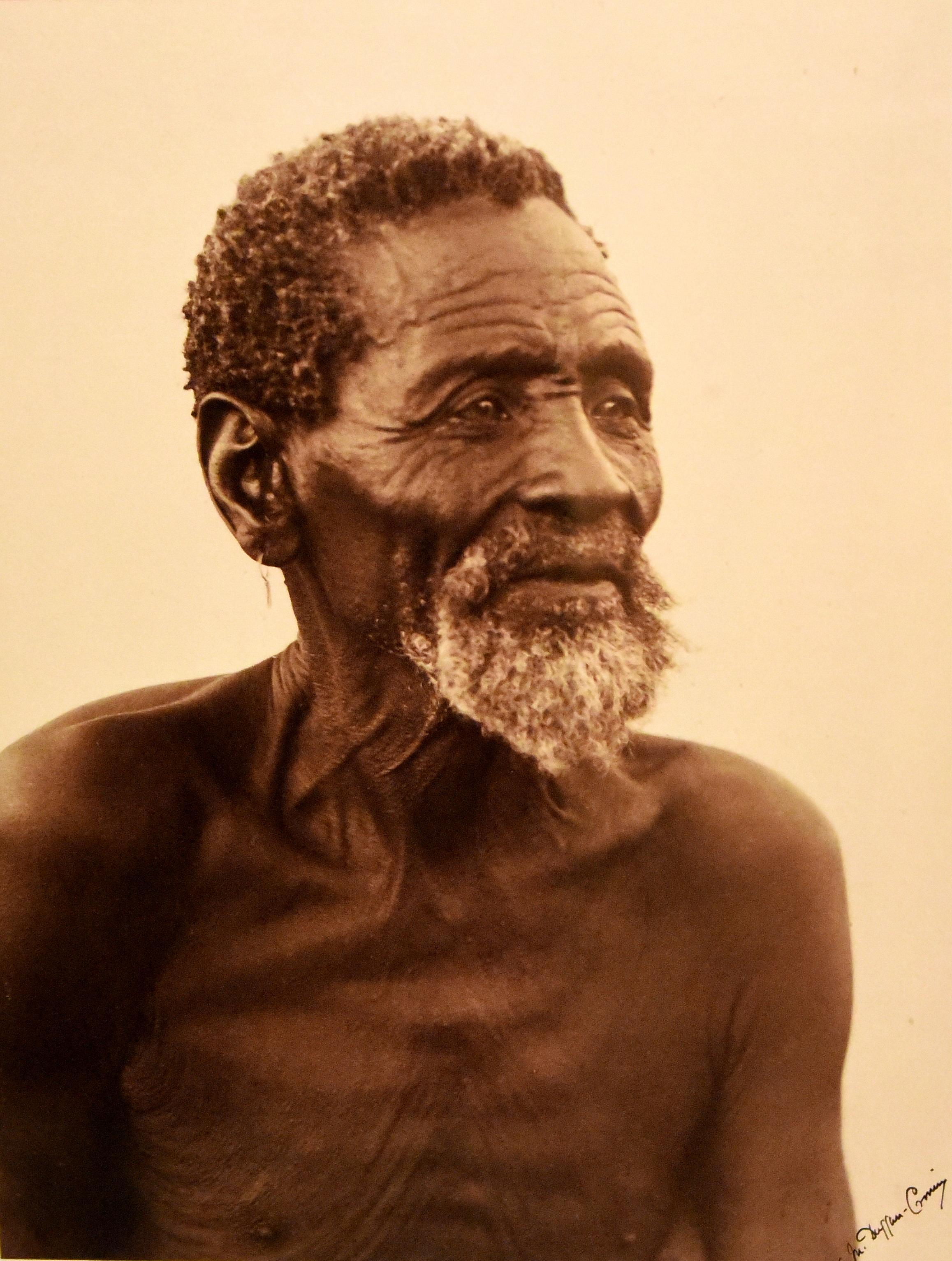
Portrét Křováka, Jižní Afrika, začátek 20. století. The Wellcome Collection, Londýn
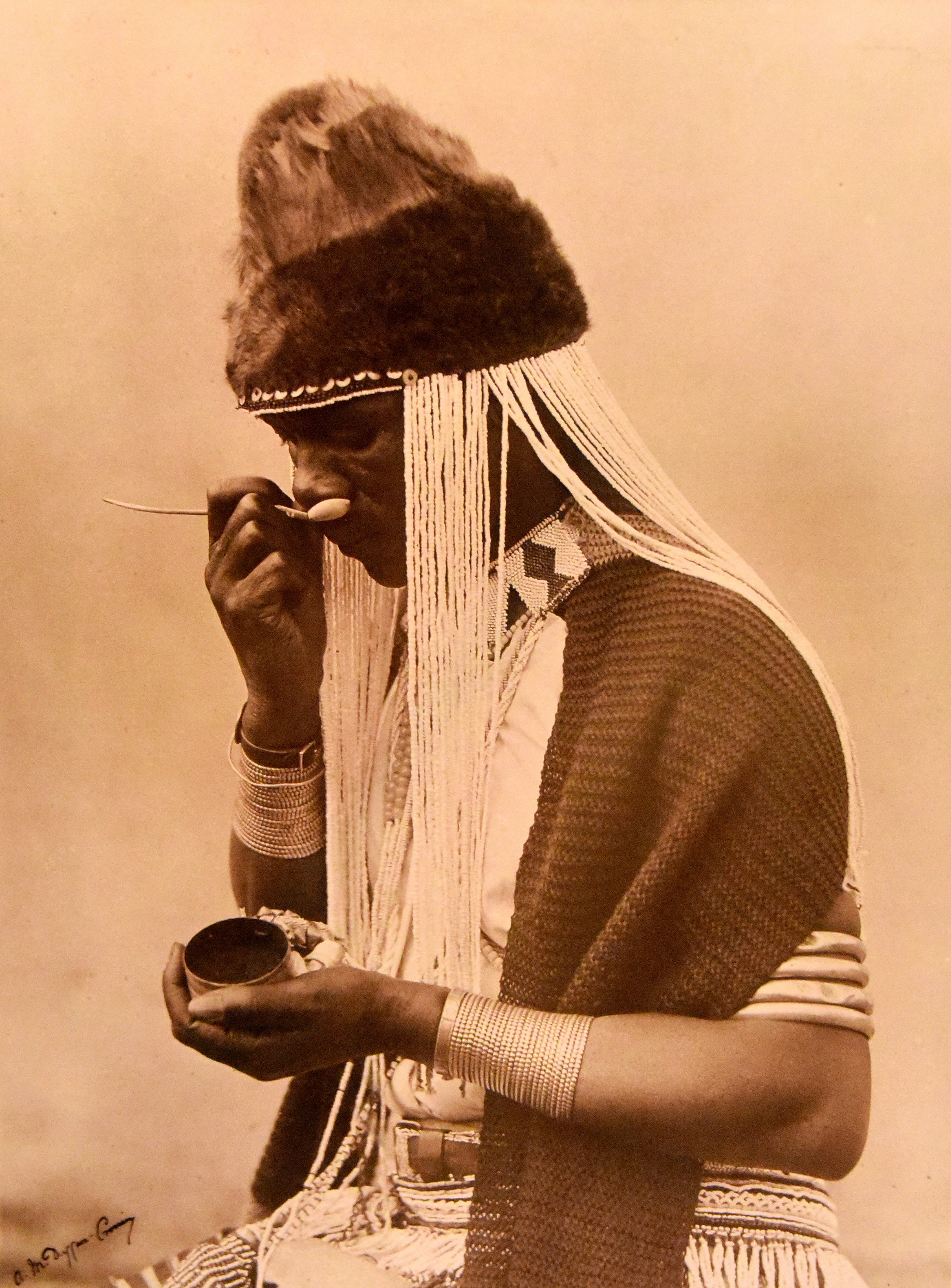
Čarodějka se šňupacím tabákem, Jižní Afrika, začátek 20. století. The Wellcome Collection, Londýn
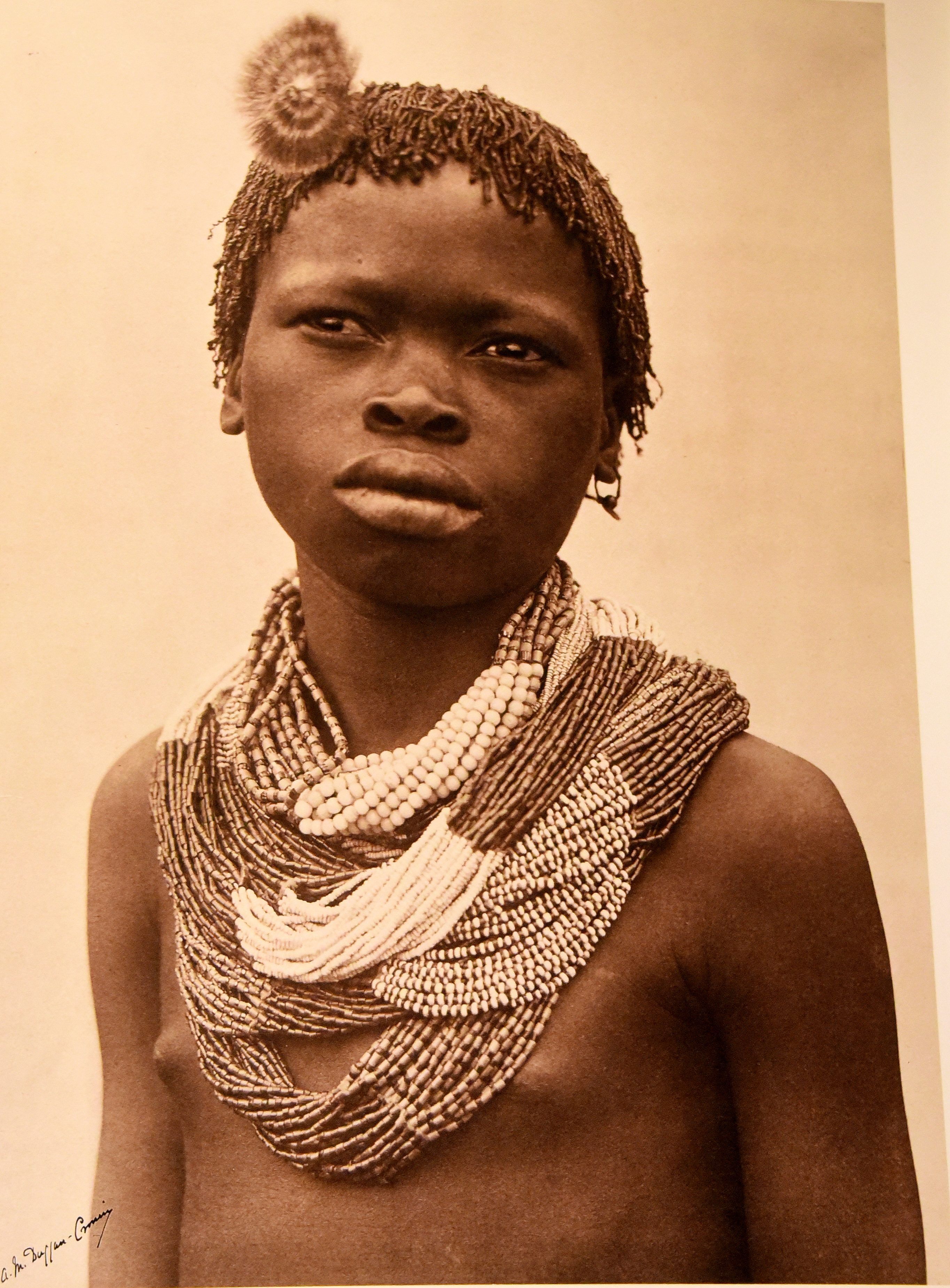
Dívka, Jižní Afrika, začátek 20. století. The Wellcome Collection, Londýn